# Gunnar Samuelsson (präst)
Per Gunnar Martin Samuelsson, född den 31 december 1896 i Hjälmseryds församling, Jönköpings län, död den 10 augusti 1979 i Växjö, var en svensk präst.
Samuelsson avlade teologie kandidatexamen vid Uppsala universitet 1922 och prästvigdes samma år. Han var domkyrkosyssloman och konsistorieamanuens i Växjö 1922–1930, kyrkoherde i Annerstads pastorat 1930–1936, domkyrkokomminister och lasarettspredikant i Växjö 1936–1963 samt prost i Kinnevalds och Norrvidinge kontrakt 1953–1963. Samuelsson innehade olika uppdrag inom Allmänna svenska prästföreningen och dess efterföljare Svenska prästförbundet. Han var redaktör för Växjö stifts tidningar 1927–1930. Han blev ledamot av Vasaorden 1951.